# Гаральд Черни
Гаральд Черни (нім. Harald Cerny, нар. 13 вересня 1973, Відень) — австрійський футболіст, півзахисник. По завершенні ігрової кар'єри — футбольний тренер. Наразі входить до тренерського штабу клубу «Баварія».
Як гравець насамперед відомий виступами за клуб «Мюнхен 1860», в якому провів понад десять років ігрової кар'єри, а також національну збірну Австрії.

## Клубна кар'єра
Народився 13 вересня 1973 року в місті Відень. Вихованець футбольної школи клубу «Адміра-Ваккер».
У дорослому футболі дебютував 1990 року виступами за дублюючу команду «Баварії», в якій провів два сезони, взявши участь у 22 матчах чемпіонату, після чого сезон провів в основній команді, проте закріпитися у складі «червоних» Гаральд не зумів.
Після невдалих виступів у Німеччині, футболіст повернувся на батьківщину, де з 1993 по 1996 рік грав у складі «Адміри-Ваккер» та «Тіроля».
Влітку 1996 року Черни знову повернувся до Мюнхена, але цього разу перейшов до клубу «Мюнхен 1860», за який відіграв 11 сезонів. Незважаючи на те, що за підсумками сезону 2003/04 команда втратила місце в Бундеслізі, Гаральд Черни залишився вірним і продовжив виступати в її складі у другій бундеслізі, поки не завершив професійну кар'єру футболіста у 2007 році

## Виступи за збірну
В березні 1993 року дебютував в офіційних матчах у складі національної збірної Австрії в товариській грі проти збірної Греції.
У складі збірної був учасником чемпіонату світу 1998 року у Франції, на якому зіграв у двох з трьох матчах збірної.
Всього протягом кар'єри у національній команді, яка тривала 12 років, провів у формі головної команди країни 47 матчів, забивши 4 голи.

## Кар'єра тренера
Розпочав тренерську кар'єру відразу ж по завершенні кар'єри гравця, 2007 року, увійшовши до тренерського штабу клубу «Мюнхен 1860».
З 2009 входить до тренерського штабу клубу «Баварія», очолюючи молодіжну команду.

## Статистика

### Клубна

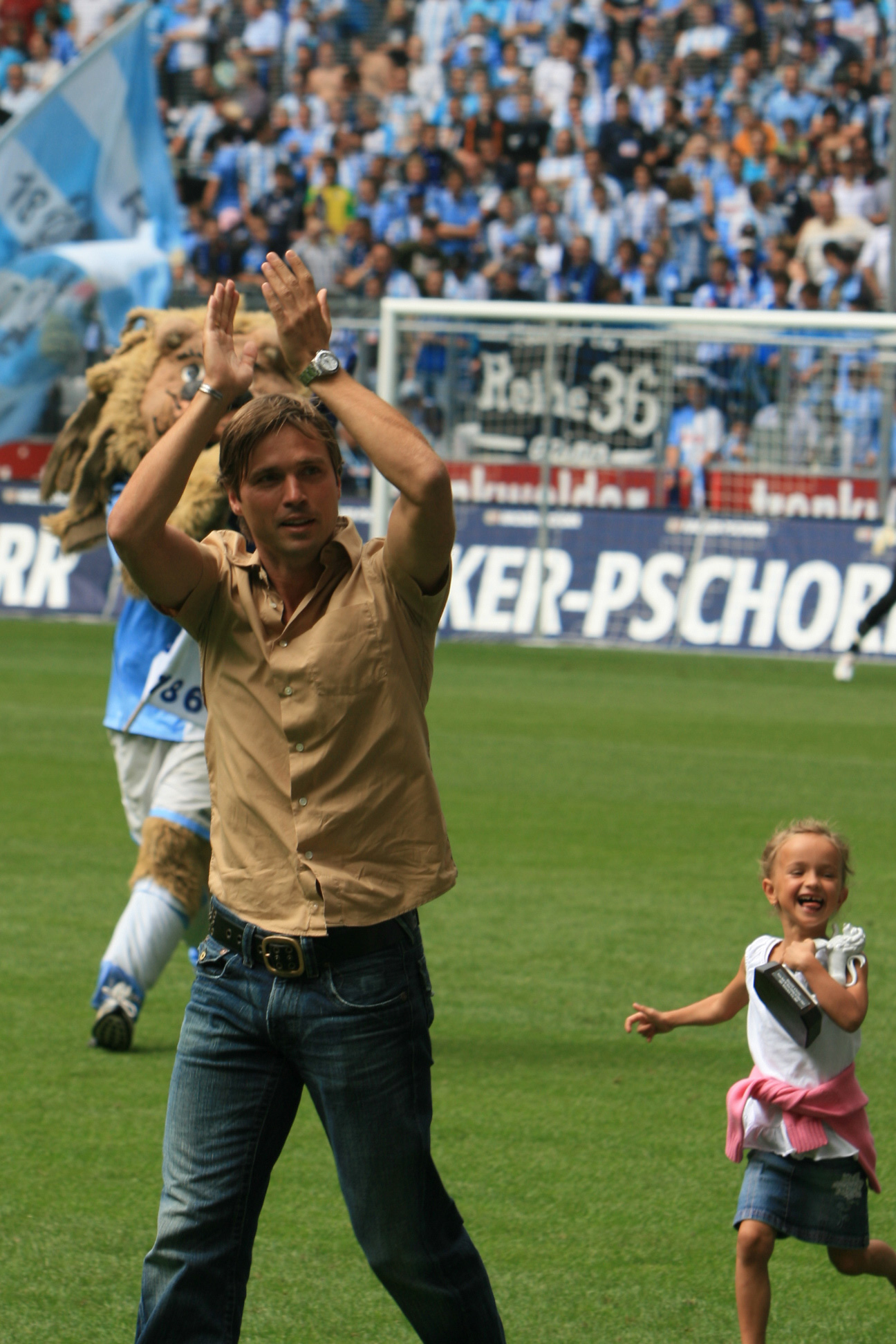
Гаральд Черни у 2007 році на «Альянц Арені»

| Сезон   | Клуб            | Ліга             | Ігор | Голів |
| ------- | --------------- | ---------------- | ---- | ----- |
| 1992/93 | «Баварія»       | Бундесліга       | 13   | 1     |
| 1993/94 | «Баварія»       | Бундесліга       | 3    | 0     |
| 1993/94 | «Адміра-Ваккер» | Бундесліга       | 22   | 7     |
| 1994/95 | «Тіроль»        | Бундесліга       | 34   | 8     |
| 1995/96 | «Тіроль»        | Бундесліга       | 34   | 8     |
| 1995/96 | «Мюнхен 1860»   | Бундесліга       | 16   | 2     |
| 1996/97 | «Мюнхен 1860»   | Бундесліга       | 34   | 3     |
| 1997/98 | «Мюнхен 1860»   | Бундесліга       | 25   | 2     |
| 1998/99 | «Мюнхен 1860»   | Бундесліга       | 29   | 3     |
| 1999/00 | «Мюнхен 1860»   | Бундесліга       | 32   | 2     |
| 2000/01 | «Мюнхен 1860»   | Бундесліга       | 24   | 0     |
| 2001/02 | «Мюнхен 1860»   | Бундесліга       | 23   | 2     |
| 2002/03 | «Мюнхен 1860»   | Бундесліга       | 31   | 2     |
| 2003/04 | «Мюнхен 1860»   | Бундесліга       | 24   | 0     |
| 2004/05 | «Мюнхен 1860»   | Друга Бундесліга | 15   | 0     |
| 2005/06 | «Мюнхен 1860»   | Друга Бундесліга | 10   | 2     |
| 2006/07 | «Мюнхен 1860»   | Друга Бундесліга | 0    | 0     |

### Збірна
| Збірна Австрії | Збірна Австрії | Збірна Австрії |
| Роки           | Ігри           | Голи           |
| -------------- | -------------- | -------------- |
| 1993           | 4              | 0              |
| 1994           | 6              | 0              |
| 1995           | 2              | 0              |
| 1996           | 1              | 0              |
| 1997           | 7              | 0              |
| 1998           | 8              | 3              |
| 1999           | 6              | 0              |
| 2000           | 4              | 0              |
| 2001           | 2              | 0              |
| 2002           | 4              | 0              |
| 2003           | 2              | 1              |
| 2004           | 1              | 0              |
| Всього         | 47             | 4              |